# Aranykasza üzletház
Az Aranykasza üzletház Miskolcon, az Ady Endre utca és a Zsolcai kapu sarkán (3527 Ady Endre utca 20.) álló műemlék épület.

## Története
A Búza tér mindig is a mezőgazdasági termékek árusító helye volt, így természetes, hogy a közvetlen környékén egyrészt mezőgazdasági felszerelések, gépek, berendezések forgalmazásával foglalkozó üzletek nyíltak, másrészt bizonyos kiszolgáló létesítmények (kocsma, étterem, szálloda) is működtek. Az Aranykasza vagy Arany Kasza (mindkét írásmód előfordul a korabeli anyagokban) építménye mindkét funkciót ellátta. A földszinten – több kisebb bolt mellett – itt működött idősebb, majd ifjabb Kubacska István 1839-ben alapított nevezetes „vas, aczél, rézárúk és gazd. gépfelsz. raktára”, azaz vaskereskedése, az emeleten pedig a Budapest névre hallgató szálloda fogadta a vásározókat. A vaskereskedés funkció Kubacska, illetve az őt 1920 körül váltó Bernstein Dezső után is évtizedekig megmaradt, még a rendszerváltás környékén is vasbolt működött a sarkon. Kubacska István halála után a felesége nevén volt az épület, de 1930-ban már Lichtenstein Lászlóné, Borsod vármegye, egyben Miskolc főispánjának a felesége szerepelt a tulajdonosi listán.
Az Aranykasza hatalmas kovácsoltvas konzolon függő aranyozott kaszát ábrázoló cégére fennmaradt, a Herman Ottó Múzeumba került. A Hotel Budapest nem tartozott az igazán kifinomult szállodák közé, a vonattal vagy szekérrel érkező piacozók igényeit elégítette ki.

## Leírása
Az épület 1830 körül épült késő klasszicista stílusban, de sem építtetőjét, sem építészet nem ismerjük. A ház emeleti traktusát a 19. század végén átalakították (a földszint változatlan maradt), a korábban íves falmezőkbe vágott ablakok eklektikus vakolatkeretelést, erősen kiugró díszes szemöldökpárkányokat kaptak, a padlást pedig valószínűleg raktárrá alakították át, emiatt megváltozott a tetőzet, és szellőzőnyílásokat alakítottak ki az új attikafalon. Az 1910–20-as években ismét átalakítás következett, és gyakorlatilag visszaállították az eredeti klasszicizáló homlokzatot. Megszüntették az attikát, és nagy kiülésű koronázópárkányt alakítottak ki.
Az egyemeletes, U alaprajzú saroképület Ady Endre utcai homlokzata 9+1 tengelyes, kapubejárója a déli tengelyben helyezkedik el. Az északi homlokzat 8 tengelyű. A földszinti üzleteket mindkét oldalon néhány lépcsőn fellépve lehet megközelíteni. Vannak vaslemezajtóval ellátott pincelejárók is, ezekben is boltok működtek. Udvarán a lakások kovácsoltvas korláttal díszített függőfolyosón érhetők el. Az Aranykasza nevet egy söröző őrzi, bejárata a sarkon, az északi oldalon nyílik.

## Képek

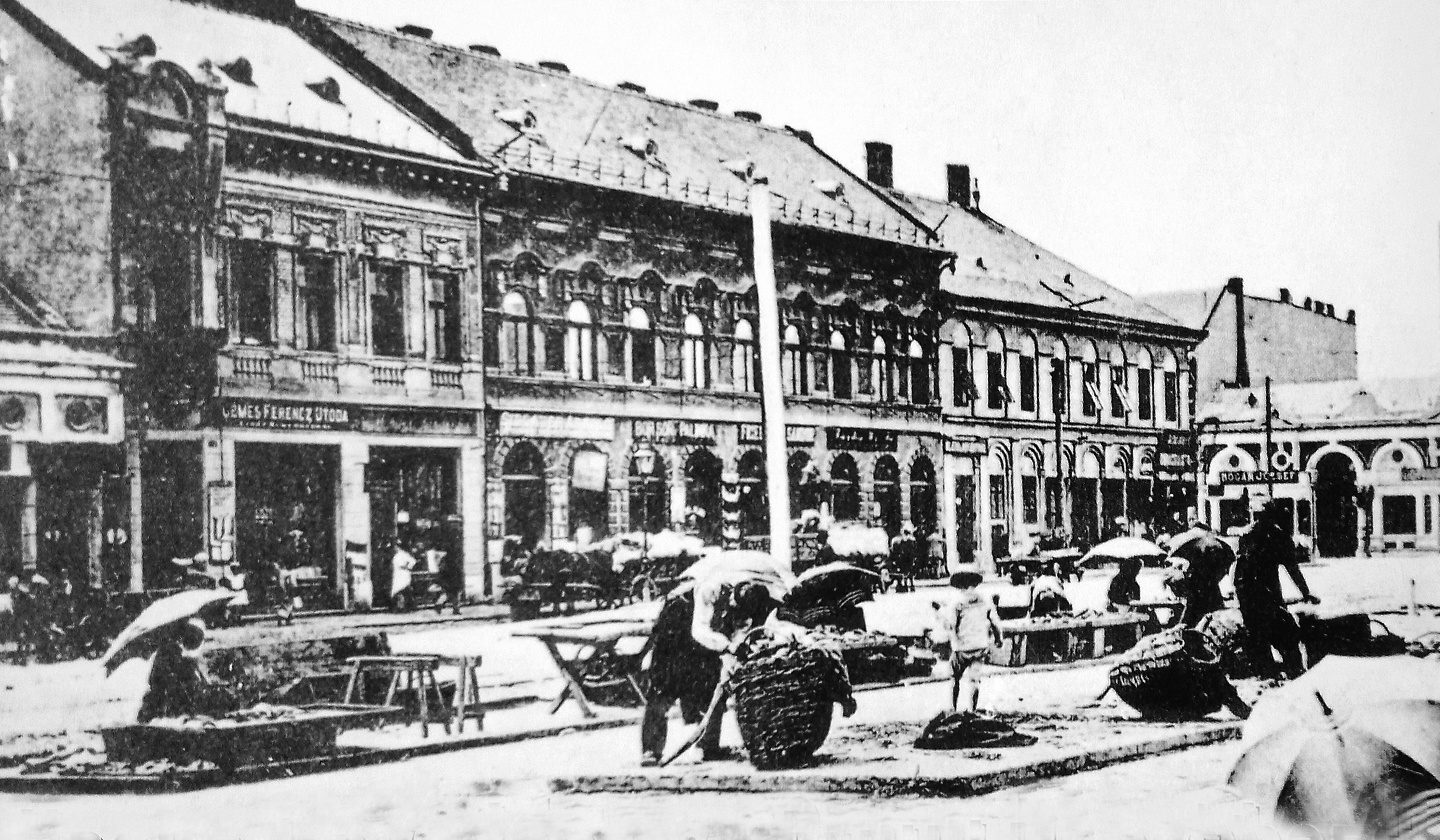
A Zsolcai kapu északnyugati szakasza a Búza tér felől, 1900 körül (jobb oldalon az Aranykasza)
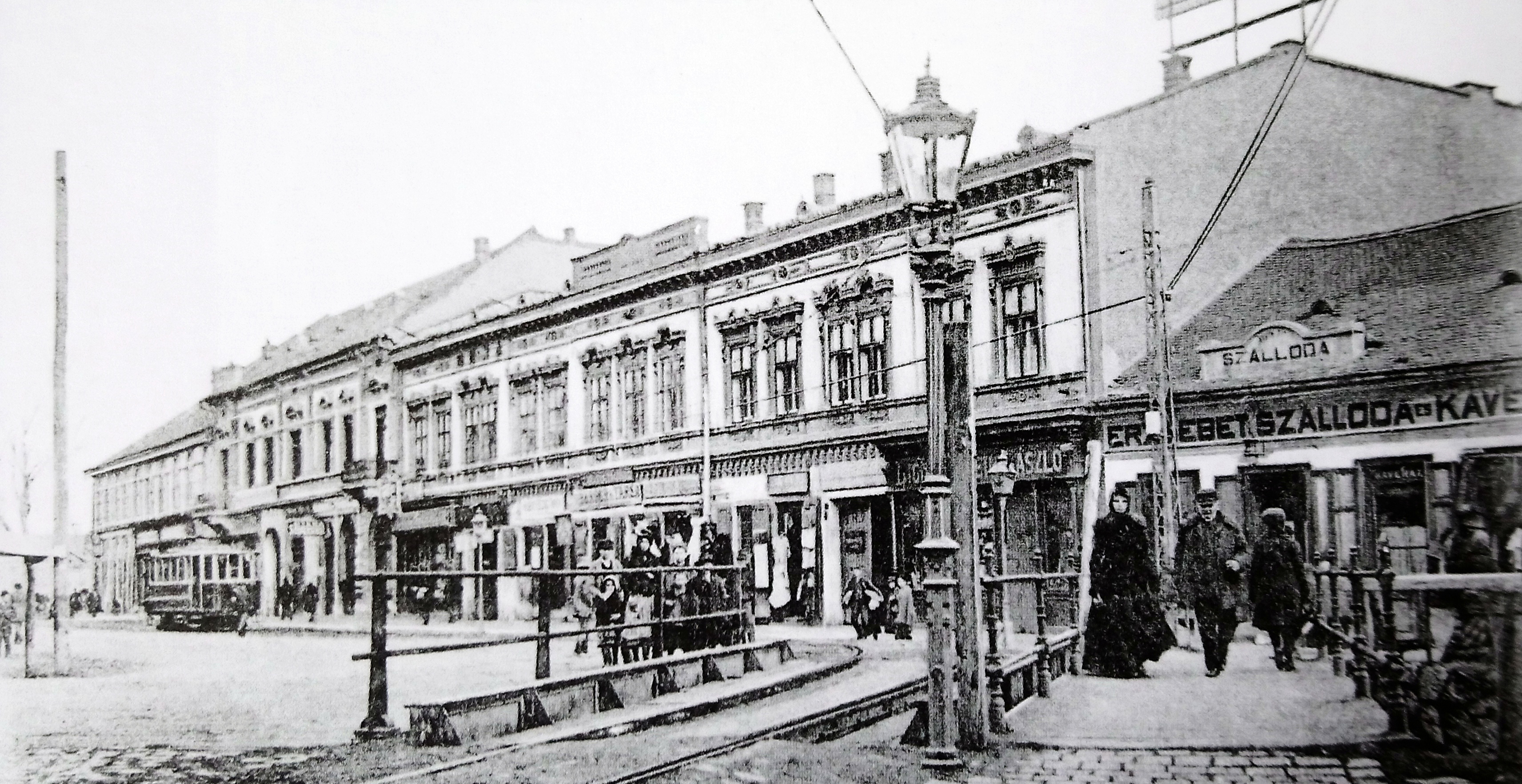
Az Aranykasza az Ady-híd felől, a bal oldali saroképület, 1911
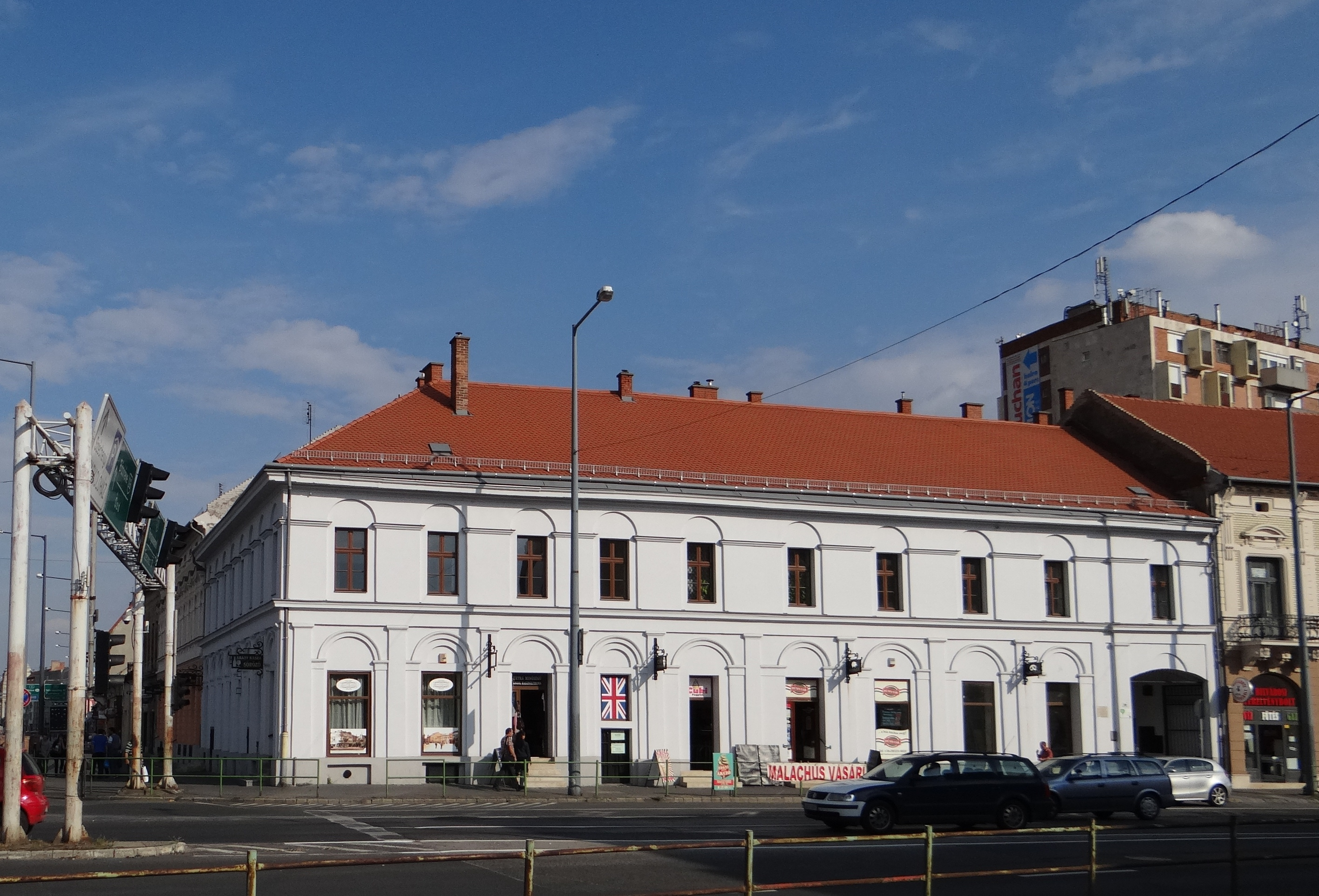
Az épület nyugati homlokzata
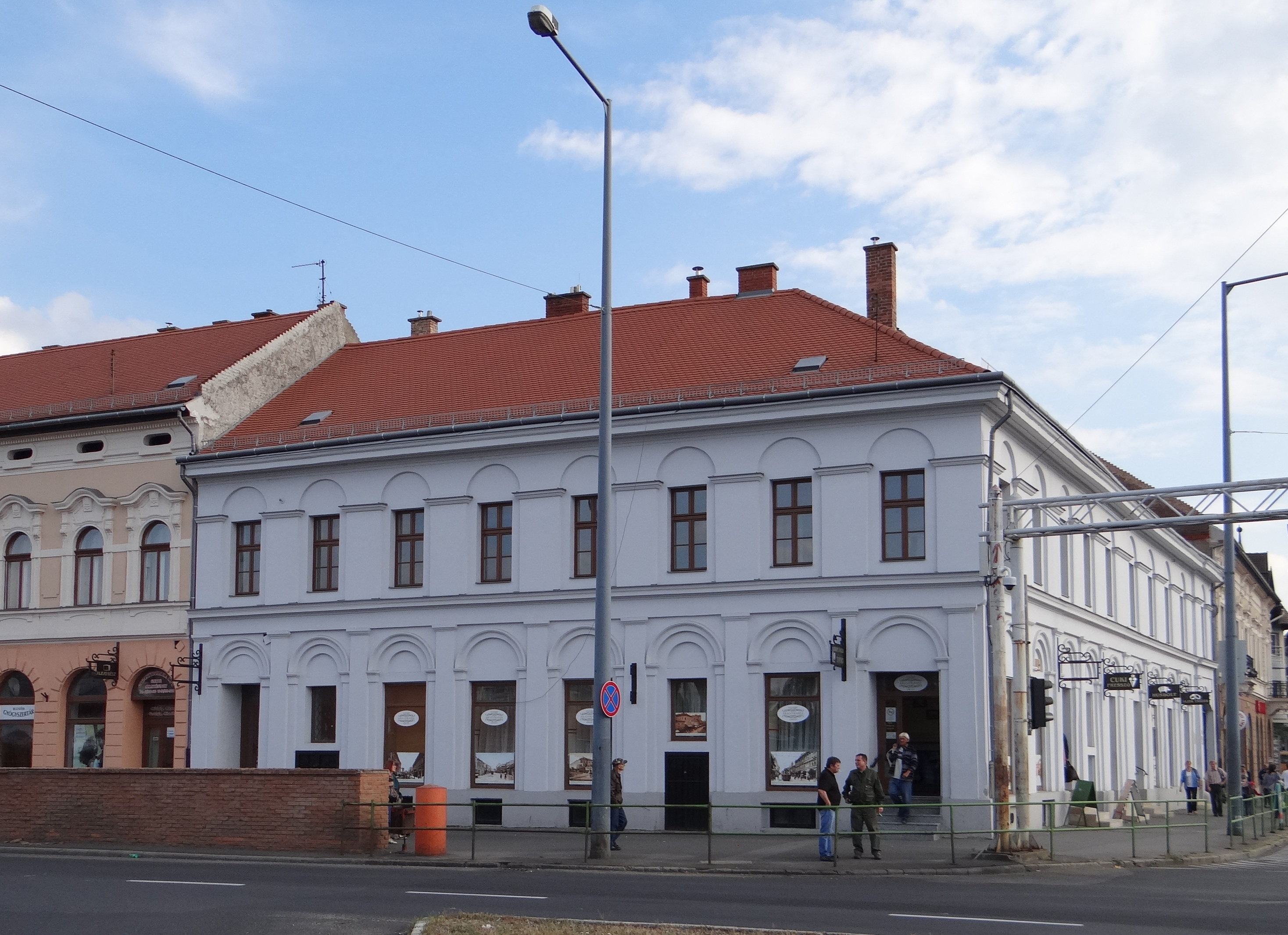
Az északi oldal
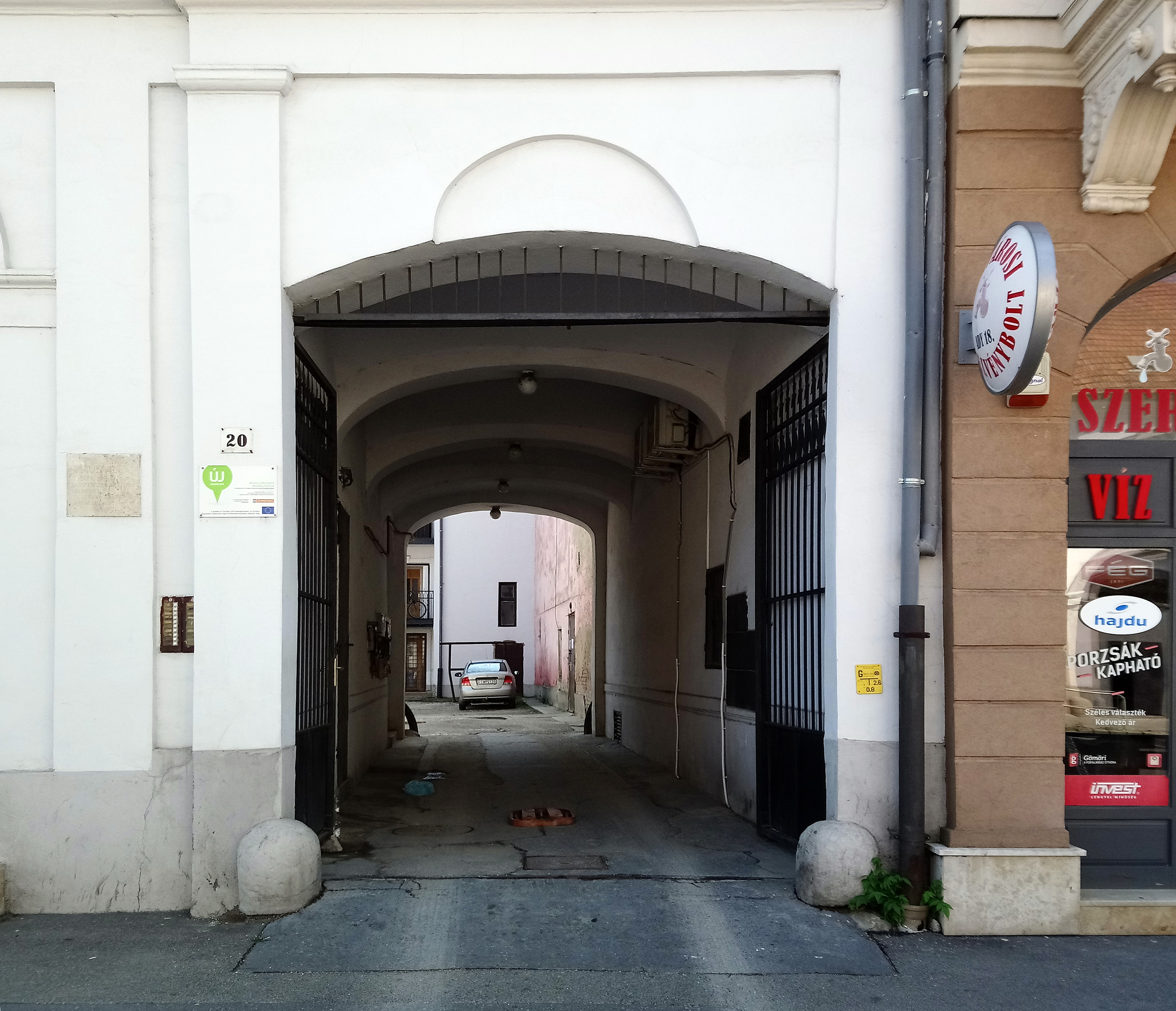
Az udvarba vezető kapu
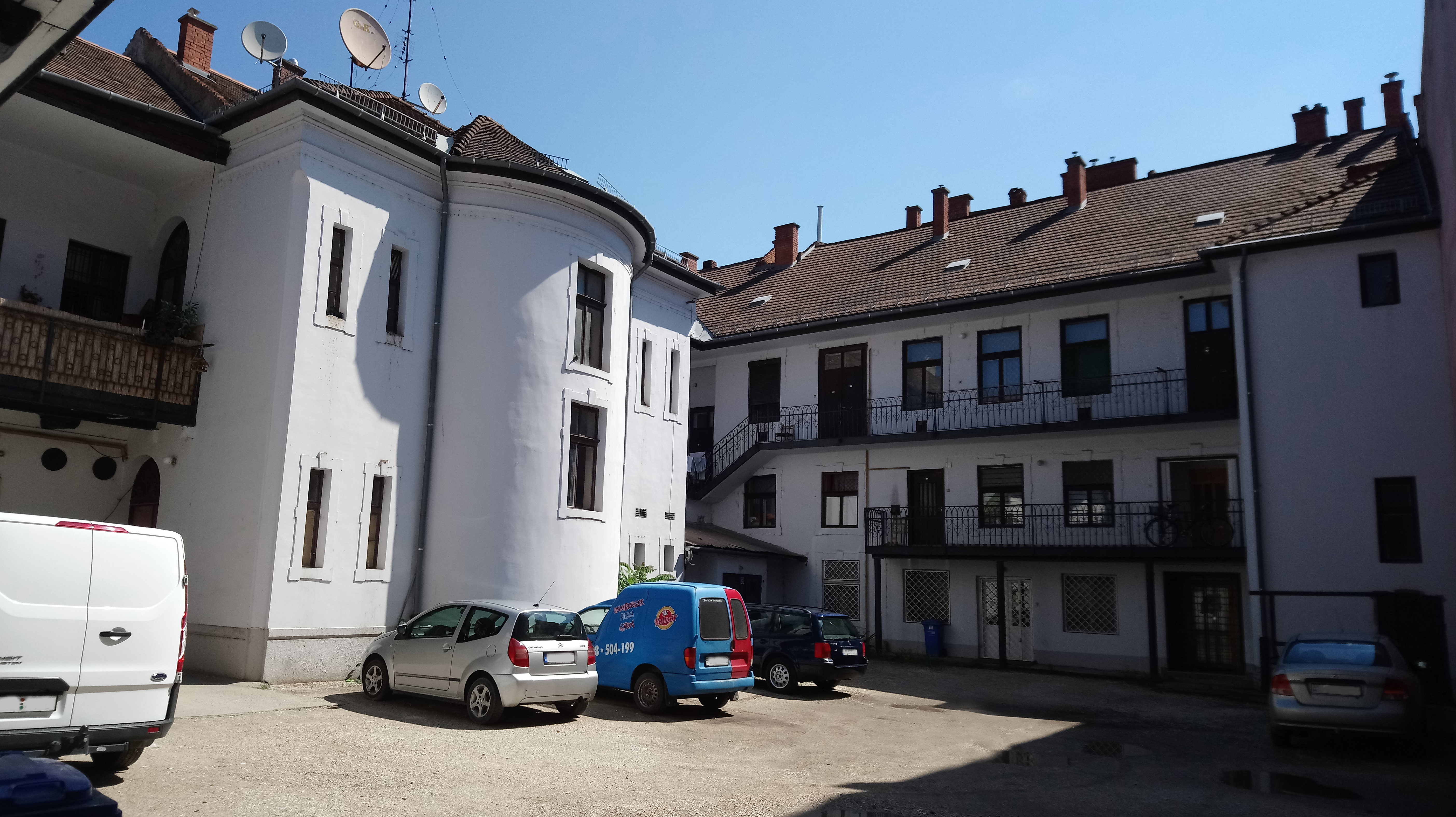
Az udvar részlete
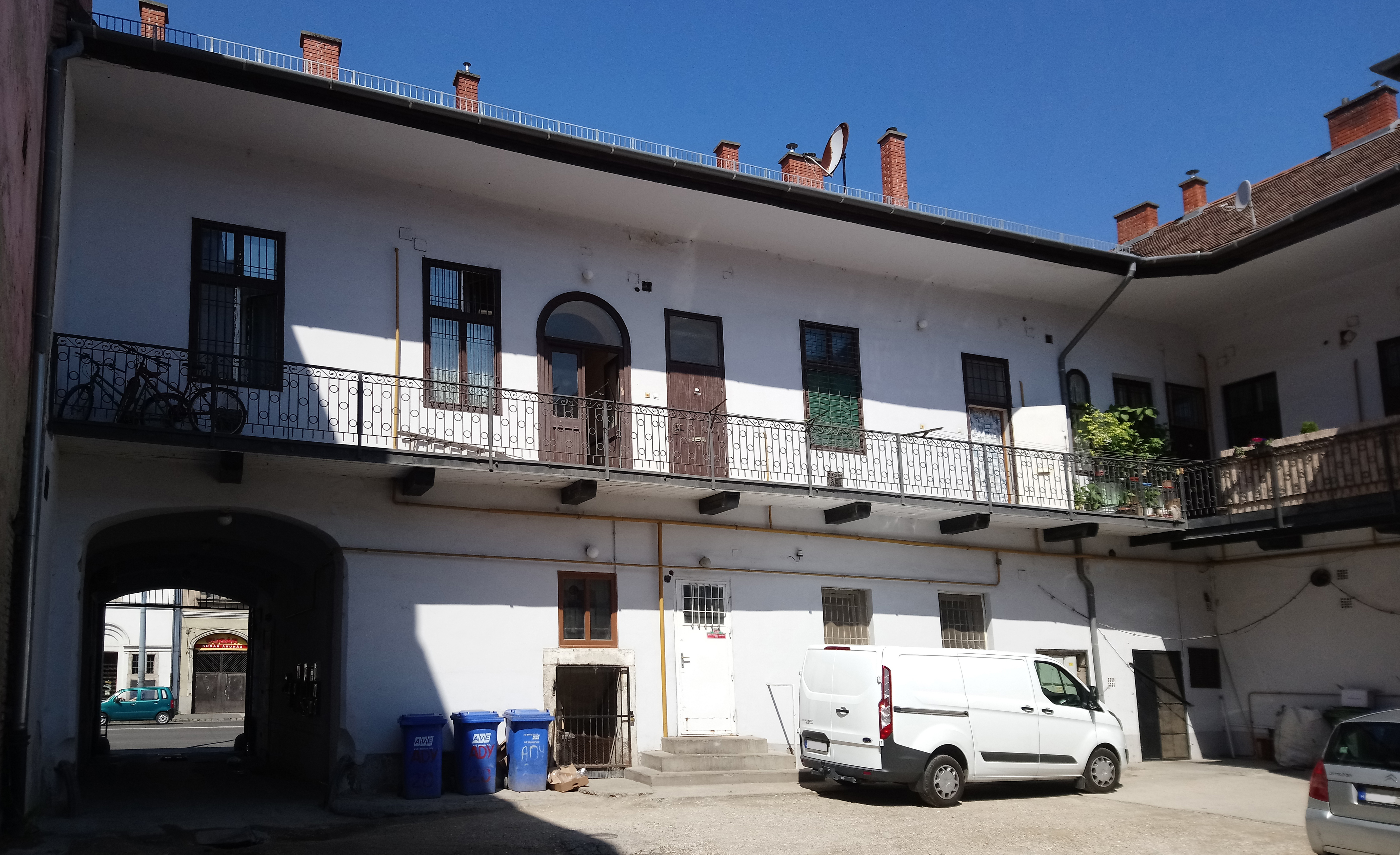
Az udvar részlete